# PTK
Les Postes et télécommunications du Kosovo (ou PTK; en albanais: Posta dhe Telekomi i Kosovës) est l'opérateur historique du Kosovo.

## Histoire
En 2005, PTK est devenu PTK J.S.C, possédé conjointement par le gouvernement du Kosovo et Monaco Telecom.
Le réseau mobile de PTK, sous la marque Vala est le premier au Kosovo, avec près de 2 millions d'utilisateurs.